# Rieux (Morbihan)
Pour les articles homonymes, voir Rieux.
Rieux [ʁijø], est une commune française, située dans le département du Morbihan en région Bretagne.

## Toponymie
Attesté sous les formes Durécie au IIIe siècle, Reus castellum en 862, Reux en 1281 et Rieux en 1453.
Le nom de la commune en breton est Reoz; et Rieừ en gallo.
Rieux dérive du vieux français rupt ou Ru (ruisseau), et fait allusion au marais de Redon très étendus par le passé et aux canaux permettant d'arriver jusqu'au château de Rieux, dans de vastes prairies marécageuses, drainées par des fossés appelés « rieux », pluriel de l'oïl rieu (ruisseau).

## Géographie

### Situation
Rieux est située sur la rive droite de la Vilaine et à la confluence de l'Oust, à six kilomètres au sud de Redon (Ille-et-Vilaine) et à la limite de la Loire-Atlantique.
Les communes limitrophes sont Redon en Ille-et-Vilaine, Saint-Nicolas-de-Redon et Fégréac en Loire-Atlantique, Théhillac, Saint-Dolay, Allaire et Saint-Jean-la-Poterie dans le Morbihan.
Selon le classement établi par l'Insee, Rieux est une commune urbaine, une des 4 communes de banlieue de l’unité urbaine de Redon, qui fait partie de l’aire urbaine de Redon et de l’espace urbain de Nantes-Saint-Nazaire (cf. Communes de la Loire-Atlantique). Elle est traversée par la D775, la D114 et la D20.
La commune est traversée par le GR 39 de Redon en direction de Foleux.
La commune possède un petit port de plaisance sur la Vilaine, avec un camping à proximité.

### Relief
L'altitude de la commune varie entre 0 mètres et 81 mètres. L'estuaire de la Vilaine forme une vaste zone plate située au niveau de la mer.
| - Carte topographique de la commune de Rieux. |

### Hydrographie
Pour un article plus général, voir Réseau hydrographique du Morbihan.
La commune est située dans le bassin Loire-Bretagne. Elle est drainée par la Vilaine, le bras de la Vilaine, l'Oust, le Celan, le Gléré, le Kerbonnaire, le ruisseau de la Noë voisin et divers autres petits cours d'eau,.
La Vilaine, d'une longueur de 218 km, prend sa source dans la commune de Juvigné et se jette  dans l'Océan Atlantique à Camoël, après avoir traversé 56 communes. 

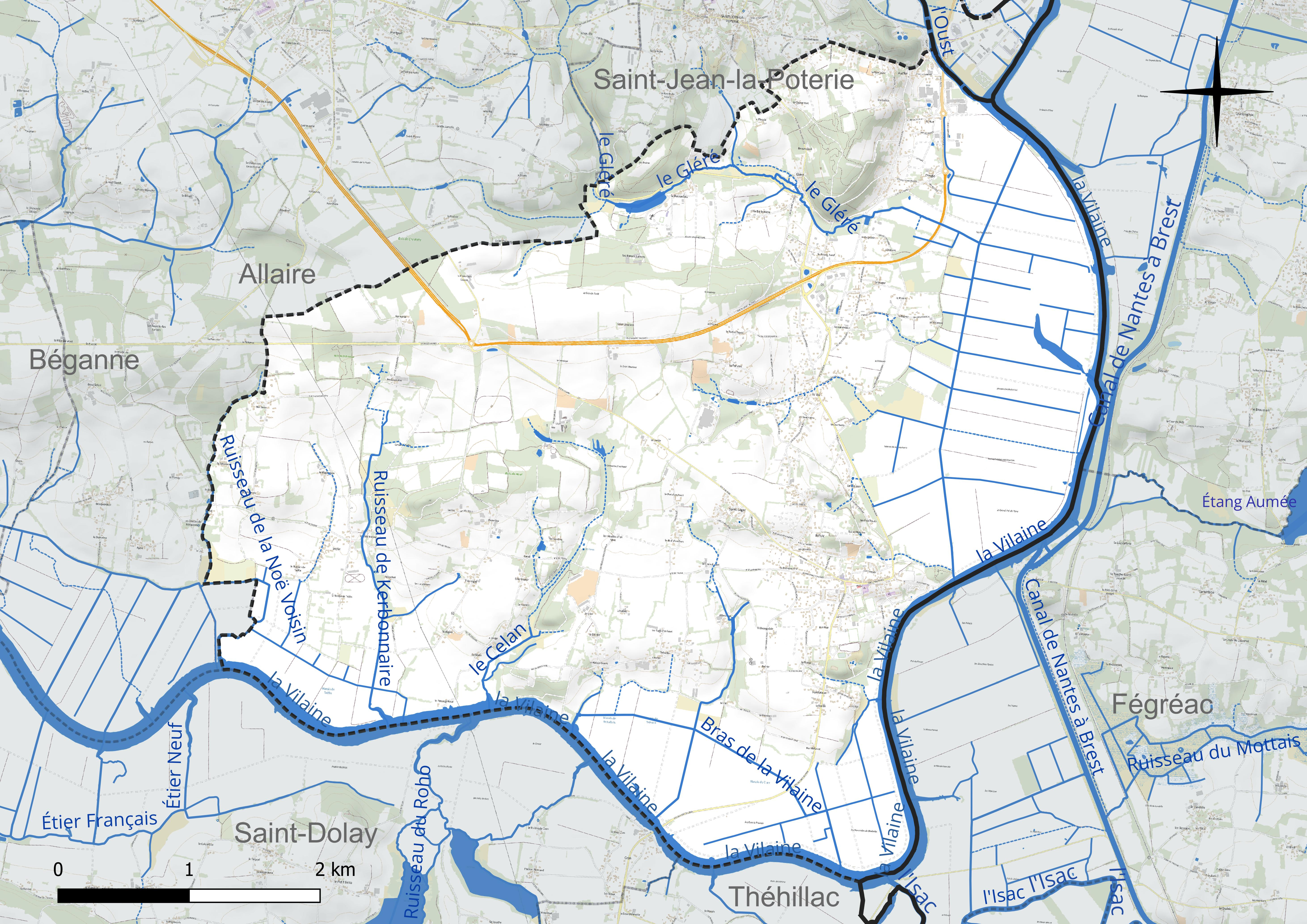
Réseau hydrographique de Rieux.

L'Oust, d'une longueur de 145 km, prend sa source dans la commune de La Harmoye et se jette  dans la Vilaine à Rieux, après avoir traversé 46 communes. 

### Climat
Pour des articles plus généraux, voir Climat de la Bretagne et Climat du Morbihan.
En 2010, le climat de la commune est de type climat méditerranéen altéré, selon une étude du CNRS s'appuyant sur une série de données couvrant la période 1971-2000. En 2020, Météo-France publie une typologie des climats de la France métropolitaine dans laquelle la commune est exposée à un climat océanique et est dans la région climatique  Bretagne orientale et méridionale, Pays nantais, Vendée, caractérisée par une faible pluviométrie en été et une bonne insolation. Parallèlement l'observatoire de l'environnement en Bretagne publie en 2020 un zonage climatique de la région Bretagne, s'appuyant sur des données de Météo-France de 2009. La commune est, selon ce zonage, dans la zone « Sud Est », avec des étés relativement chauds et ensoleillés.  
Pour la période 1971-2000, la température annuelle moyenne est de 11,9 °C, avec une amplitude thermique annuelle de 13,1 °C. Le cumul annuel moyen de précipitations est de 793 mm, avec 12,3 jours de précipitations en janvier et 5,8 jours en juillet. Pour la période 1991-2020, la température moyenne annuelle observée sur la station météorologique la plus proche, située sur la commune de Saint-Jacut-les-Pins à 13 km à vol d'oiseau, est de 12,4 °C et le cumul annuel moyen de précipitations est de 947,8 mm,. Pour l'avenir, les paramètres climatiques de la commune estimés pour 2050 selon différents scénarios d’émission de gaz à effet de serre sont consultables sur un site dédié publié par Météo-France en novembre 2022.

## Urbanisme

### Typologie
Au 1er janvier 2024, Rieux est catégorisée bourg rural, selon la nouvelle grille communale de densité à sept niveaux définie par l'Insee en 2022.
Elle appartient à l'unité urbaine de Redon, une agglomération inter-régionale regroupant six  communes, dont elle est une commune de la banlieue,,. Par ailleurs la commune fait partie de l'aire d'attraction de Redon, dont elle est une commune de la couronne,. Cette aire, qui regroupe 22 communes, est catégorisée dans les aires de moins de 50 000 habitants,.

### Occupation des sols

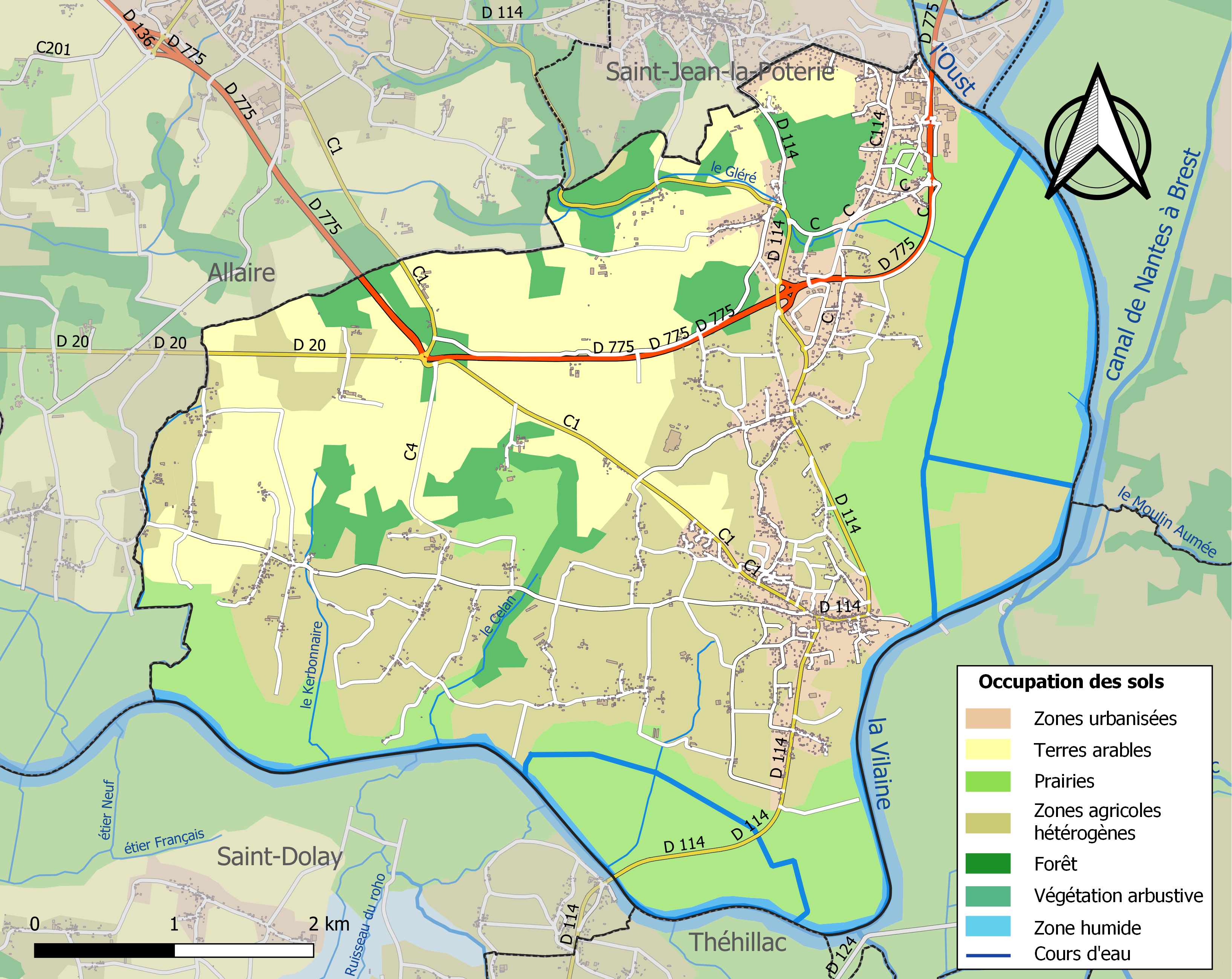
Carte des infrastructures et de l'occupation des sols de la commune en 2018 (CLC).

Le tableau ci-dessous présente l' occupation des sols de la commune en 2018, telle qu'elle ressort de la base de données européenne d’occupation biophysique des sols Corine Land Cover (CLC).
| Type d’occupation                                                                   | Pourcentage | Superficie (en hectares) |
| ----------------------------------------------------------------------------------- | ----------- | ------------------------ |
| Tissu urbain discontinu                                                             | 8,3 %       | 228                      |
| Zones industrielles ou commerciales et installations publiques                      | 0,7 %       | 18                       |
| Terres arables hors périmètres d'irrigation                                         | 21,4 %      | 595                      |
| Prairies et autres surfaces toujours en herbe                                       | 26,4 %      | 730                      |
| Systèmes culturaux et parcellaires complexes                                        | 29,9 %      | 825                      |
| Surfaces essentiellement agricoles interrompues par des espaces naturels importants | 1,6 %       | 44                       |
| Forêts de feuillus                                                                  | 2,1 %       | 57                       |
| Forêts mélangées                                                                    | 6,8 %       | 187                      |
| Cours et voies d'eau                                                                | 2,8 %       | 76                       |
| Source : Corine Land Cover                                                          |             |                          |

## Histoire

### Antiquité
Une occupation est attestée dès l’époque gallo-romaine : la ville de Durétie s’étendait sur les deux rives de la Vilaine, sur les territoires actuels de Rieux et de Fégréac reliés par un pont dont des structures ont été mises au jour par des fouilles aquatiques. C'est l'endroit où la voie romaine Vannes-Blain traversait la Vilaine. Les réalisations de cette époque ont été détruites lors des invasions barbares, mais il en reste de nombreux vestiges.
La ville de Rieux est connue sous le nom de Durétie depuis l'époque gallo-romaine. Elle est un important poste militaire, défendu naturellement par la rivière et les marais voisins, et commande le passage de la voie romaine de Vannes à Blain, qui favorise l'enrichissement de Rieux. En août 2014, des vestiges de four à poterie et d'atelier métallurgique du Ier ou IIe siècle ont été découverts avec des restes de poteries.

### Moyen Âge
En 590, une bataille a lieu entre les Francs et les Bretons aux passages de l'Oust et de la Vilaine. Rieux appartient au domaine de Waroch.
La fondation de l'abbaye de Redon par Saint Conwoïon en 832 amorce toutefois le déclin de l'activité commerciale. La légende populaire des « méchantes lavandières de Rieux chassant un petit enfant (Jésus) presque nu monté sur sa barque légère mais qui, ne perdant pas courage, remonta jusqu'à Redon où il fut bien accueilli » tente de justifier à sa manière l'appauvrissement de Rieux au profit de la ville de Redon.
Alain Le Grand réside à Rieux au IXe siècle mais le château est ruiné par les Normands au Xe siècle, mais sera restauré par ses descendants qui prennent le nom de Rieux.
En 1185, Rolland de Rieux ramena deux moines trinitaires qui un siècle plus tard séjourneront dans le couvent situé près du château.
Le pont est toujours utilisé à l'époque avec des taxes pour le traverser allant de 1 denier pour un mouton à 20 deniers pour une charrette remplie de marchandises
| Exemples de marchandises traversées | Tarifs pour traverser le pont                                             |
| ----------------------------------- | ------------------------------------------------------------------------- |
| Millier de fer/acier                | 2 sol et 1 dernier                                                        |
| Mouton/brebis                       | 1 denier                                                                  |
| Cabas de harengs                    | 2 deniers                                                                 |
| Cheval/jument                       | 2 deniers                                                                 |
| Bœuf/vache                          | 2 deniers                                                                 |
| Charge de poissons                  | 2 deniers                                                                 |
| Cabas de figues/raisins             | 2 deniers                                                                 |
| Charrette chargée de vin            | 20 deniers (sauf pour les habitants de Rieux qui ne paient que 10 deniers |

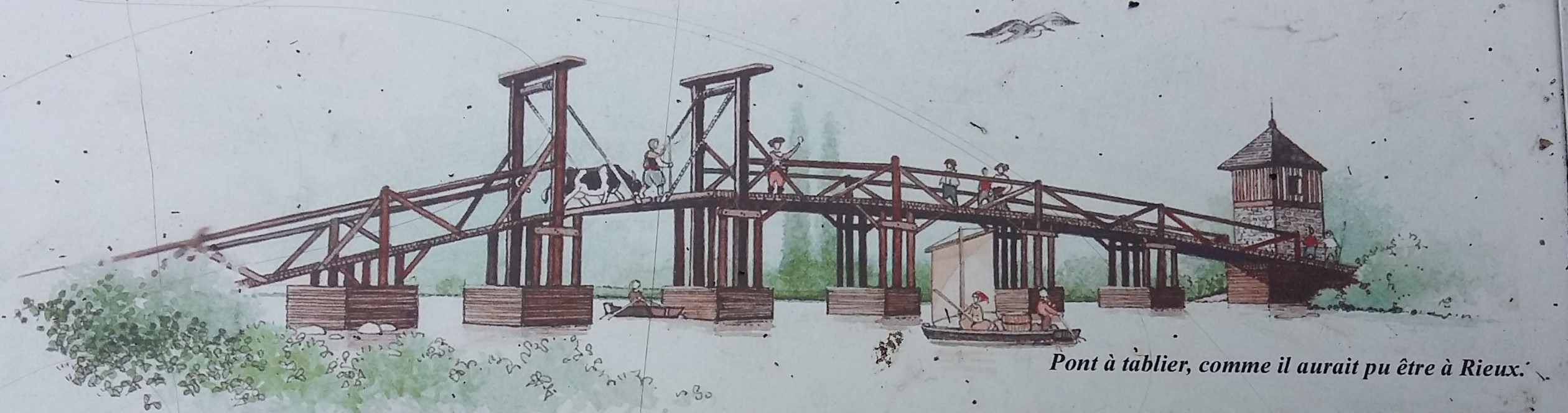
Pont reliant Rieux et Fégréac.

Le château fut délaissé au XVIe siècle pour être remplacé par le château de Sourdéne à Glénac car plus confortable et fut détruit par Richelieu en 1630.

### Temps modernes
La seigneurie des Rieux couvre 15 paroisses en 1761 : Allaire, Saint-Gorgon, Béganne, Saint-Jacut, Saint-Gravé, Saint-Congard, Saint-Martin, les Fougerêts, Glénac, Cournon, Peillac, Saint-Vincent, Saint-Perreux, Fégréac et Avessac.
En 1799, un tremblement de terre de magnitude 7 a frappé la côté vendéenne et toucha Rieux ce qui a provoqué l'effondrement du donjon du château.

### LeXXesiècle

#### La Belle Époque
Les premières années du XXe siècle sont marquées par le problème religieux. La paroisse de Rieux, avec sa population très majoritairement catholique et conservatrice, supporte mal la politique de laïcisation de l'État menée à cette époque par les radicaux. Suite de la loi de séparation des Églises et de l'État (1905), la journée des inventaires du 4 mars 1906 se déroule avec une vive résistance de la population, comme dans nombre d'autres communes françaises.
Un décret du Président de la République en date du 14 juin 1911 attribue, à défaut de bureau de bienfaisance, les biens ayant appartenu à la fabrique de Rieux et actuellement placés sous séquestre à la commune de Rieux.

#### La Première Guerre mondiale
À la fin de la Première Guerre mondiale, la commune compte 55 victimes auxquelles s'ajoutent de nombreux blessés.

#### L' Entre-deux-guerres
Dans les années 1920, l'activité ralentie par la guerre reprend grâce à la proximité de Redon : usine Garnier[Lequel ?], entrepôts frigorifiques, scieries, etc. Rieux bénéficie de cette poussée économique.

#### La Seconde Guerre mondiale

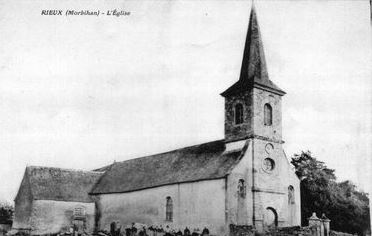
Église avant sa destruction en 1944

La Seconde Guerre mondiale marque profondément la commune qui accueille 490 réfugiés sur les 30 000 que compte le Morbihan. La commune est fortement touchée par des épisodes dramatiques de cette période (déportation, résistance et victimes civiles). Aussi, le 28 août 1944, une patrouille allemande franchit la Vilaine et fait sauter le clocher provoquant l'incendie de l'église. La véritable libération de Rieux est à dater du 11 mai 1945, jour de la capitulation allemande à Saint-Nazaire.

#### L'Après Seconde Guerre mondiale
Une fois la guerre finie, il faut reconstruire l'église. C'est l'œuvre du recteur, le chanoine Alphonse Thommerot, passionné d'architecture, soutenu par la municipalité et grâce à l'aide de la population communale. L'évêque de Vannes, Monseigneur Le Bellec, consacre le sanctuaire le 10 août 1952, puis le clocher en 1956.
Après la guerre, Rieux connaît une forte expansion économique. La construction du pont de Cran sur la Vilaine en 1966 désenclave la commune vers le sud. Les activités de la Vilaine se développent à nouveau (navigation touristique et commerciale, parcours de pêche, etc.). Mais surtout, de grands aménagements fonciers ont lieu, à l'exemple du remembrement de terres et des marais. La construction du barrage d'Arzal, qui se termine en 1970 permet le re-profilage du bassin de la Vilaine et supprime le phénomène de la marée afin d'éviter les crues. Dans le même temps, l'urbanisation et le réseau routier se développent.
Les effets négatifs de ces aménagements sont nombreux mais peu publiés. Par exemple, la mise en culture des marais n'a pas été un succès (quelques essais de culture de maïs ont échoué), la production traditionnelle de foin a beaucoup baissé, la pêche professionnelle ou de subsistance a disparu, remplacée par une pêche de loisir, plus urbaine, les espèces de poissons habituelles des fleuves atlantiques ayant beaucoup de mal à passer le barrage d'Arzal. Les marais se sont partiellement asséchés, ne remplissant plus que partiellement leur rôle écologique d'épuration des eaux. La population de Rieux a changé sa vision singulière de la Vilaine, qui était un fleuve nourricier, mystérieux avec ses marées dangereuses, cette vision a été transformée en une attitude classique comme envers une rivière d'eau douce continentale, matée et fief de la navigation de plaisance. L'image de la rivière rebelle qu'était la Vilaine a disparu dans les esprits. En 2010, une restauration des marais comme zone humide de haute qualité environnementale est lancée sur l'ensemble de la zone.
Jusqu'en 1980, il est très fréquent que les habitants de Rieux aient une double activité : un travail salarié aux maigres revenus dans les usines de Redon et une activité agricole de subsistance. Dans les années 1960 à 1980, de nombreux Rieuxois participent activement aux événements sociaux (grèves et fermetures d'usines) qui enflamment le pays de Redon et particulièrement la ville de Redon. Certains comme Joseph Rouxel 1924 – 2003 marquèrent leur passage par un militantisme syndical consensuel.
Les habitants de Rieux aiment se rappeler le passé et ancrer leur histoire dans la tradition. À partir des années 1980, des spectacles d'envergure ont amené la foule sur cette petite commune et ont été des facteurs de cohésion des Rieuxois. De 1982 à 1990, une « création collective populaire », « Si Rieux m'était conté » retrace les grands moments de l'histoire de Rieux au Moyen Âge avec la participation bénévole de 150 comédiens et l'implication du metteur en scène Christophe Rouxel, natif de Rieux.

### XXIesiècle
Rieux a affirmé son volet de commune périphérique de Redon avec une population vieillissante (plus 6 % de retraités en sept ans au début du XXIe siècle soit 28,1 % en 2014). Malgré cela, le solde naturel est positif et compense seulement partiellement un solde migratoire en baisse importante comparée aux autres communes du Pays de Redon. La population en âge de travailler (entre 15 ans et 59 ans) représente 52,6 % de la population et les moins de 15 ans, 19,2 % en 2014.

## Économie
Rieux possède deux parcs d'activités à Aucfer et au Bourgneuf, de nombreuses entreprises s'y sont installées dont Vinpai, un fabricant de produits pour l’agroalimentaire ; l'entreprise Rouxel, vendeur de mobilier de bureau.
Le groupe Yves Rocher a installé une usine de fabrication de maquillage en 1965 et  qui compte 360 employés.

## Éducation
La commune possède une école maternelle et élémentaire publique et une privé. Il y a un collège privé à Allaire et un autre à Redon qui a aussi deux collèges publics. La ville brétilienne a cinq lycées, deux lycées généraux, professionnels et technologiques, un lycée agricole, un lycée professionnel dans la vente/commerce et un lycée professionnel et technologique spécialisé dans la mécanique.

## Politique et administration
| Période                                  | Période   | Identité                              | Étiquette         | Qualité                                                                    |
| ---------------------------------------- | --------- | ------------------------------------- | ----------------- | -------------------------------------------------------------------------- |
| 1790                                     | 1791      | Augustin Péniguel de la Chataigneraye |                   |                                                                            |
| 1791                                     | 1792      | Joseph Perrin                         |                   |                                                                            |
| 1792                                     | 1797      | Thomas Beuve                          |                   |                                                                            |
| 1797                                     | 1797      | Julien Gogué                          |                   | agent municipal                                                            |
| 1798                                     | 1804      | Julien Heinleix                       |                   | agent municipal                                                            |
| 1804                                     | 1806      | Julien Gogué                          |                   | agent municipal                                                            |
| 1806                                     | 1815      | Nicolas Papot                         |                   |                                                                            |
| 1815                                     | 1830      | Comte Charles de Forges               |                   |                                                                            |
| 1830                                     | 1838      | Vincent Rouxel                        |                   |                                                                            |
| 1838                                     | 1840      | Jacques Rouxel                        |                   |                                                                            |
| 1840                                     | 1848      | Vincent Rouxel                        |                   |                                                                            |
| 1848                                     | 1865      | Mathurin Perrin                       |                   |                                                                            |
| 1865                                     | 1872      | Jean-Marie Robert                     |                   |                                                                            |
| 1872                                     | 1874      | Jean-Marie Sauvourel                  |                   |                                                                            |
| 1874                                     | 1879      | Charles Houget                        |                   |                                                                            |
| 1879                                     | 1884      | Pierre-Marie Sauvourel                |                   |                                                                            |
| 1884                                     | 1892      | Melaine Lemasson                      |                   |                                                                            |
| 1892                                     | 1912      | Vincent Gaudin                        |                   |                                                                            |
| 1912                                     | 1919      | François Perrin                       |                   |                                                                            |
| 1919                                     | 1925      | Jean-Marie Sauvourel                  |                   |                                                                            |
| 1925                                     | 1942      | François Perrin                       |                   |                                                                            |
| 1942                                     | 1945      | Jean Béniguel                         |                   |                                                                            |
| 1945                                     | 1959      | Pierre Rouxel                         |                   | Agriculteur                                                                |
| 1959                                     | 1977      | Jean Thaumoux                         | DVD               | Secrétaire de mairie                                                       |
| mars 1977                                | mars 1989 | Joseph Rouxel                         | PS                | Ouvrier Conseiller général d'Allaire (1976 → 1982)                         |
| mars 1989                                | mars 2008 | Michel Maheas                         | DVG               | Notaire                                                                    |
| mars 2008                                | mars 2014 | Patrick Le Villoux                    | DVG               | Cadre de mutuelle retraité                                                 |
| mars 2014                                | mai 2020  | André Fontaine                        | DVD               | Médecin généraliste                                                        |
| mai 2020                                 | En cours  | Thierry Poulain                       | DVD puis Horizons | Technicien ouvrage hydrologique Conseiller départemental de Guer (2021 → ) |
| Les données manquantes sont à compléter. |           |                                       |                   |                                                                            |

## Démographie
En 1850, Saint-Jean-la-Poterie est constituée à partir d'une fraction de la commune de Rieux.
L'évolution du nombre d'habitants est connue à travers les recensements de la population effectués dans la commune depuis 1793. Pour les communes de moins de 10 000 habitants, une enquête de recensement portant sur toute la population est réalisée tous les cinq ans, les populations de référence des années intermédiaires étant quant à elles estimées par interpolation ou extrapolation. Pour la commune, le premier recensement exhaustif entrant dans le cadre du nouveau dispositif a été réalisé en 2004.

En 2022, la commune comptait 2 841 habitants, en évolution de +0,35 % par rapport à 2016 (Morbihan : +3,82 %, France hors Mayotte : +2,11 %).
| 1793  | 1800  | 1806  | 1821  | 1831  | 1836  | 1841  | 1846  | 1851  |
| ----- | ----- | ----- | ----- | ----- | ----- | ----- | ----- | ----- |
| 2 178 | 2 153 | 2 261 | 2 503 | 2 859 | 2 763 | 2 794 | 2 948 | 1 645 |

| 1856  | 1861  | 1866  | 1872  | 1876  | 1881  | 1886  | 1891  | 1896  |
| ----- | ----- | ----- | ----- | ----- | ----- | ----- | ----- | ----- |
| 1 601 | 1 663 | 1 794 | 1 853 | 1 843 | 1 813 | 1 846 | 1 865 | 1 817 |

| 1901  | 1906  | 1911  | 1921  | 1926  | 1931  | 1936  | 1946  | 1954  |
| ----- | ----- | ----- | ----- | ----- | ----- | ----- | ----- | ----- |
| 1 874 | 1 881 | 1 885 | 1 639 | 1 682 | 1 610 | 1 658 | 1 611 | 1 692 |

| 1962  | 1968  | 1975  | 1982  | 1990  | 1999  | 2004  | 2006  | 2009  |
| ----- | ----- | ----- | ----- | ----- | ----- | ----- | ----- | ----- |
| 1 846 | 2 015 | 2 263 | 2 522 | 2 717 | 2 781 | 2 740 | 2 763 | 2 880 |

| 2014  | 2019  | 2022  | - | - | - | - | - | - |
| ----- | ----- | ----- | - | - | - | - | - | - |
| 2 859 | 2 865 | 2 841 | - | - | - | - | - | - |

## Culture et patrimoine

### Lieux et monuments
- L'église paroissiale Saint-Melaine. À l'extérieur de l'église, la réalisation la plus spectaculaire est le clocher, considéré comme un chef-d'œuvre de l'art néo-roman breton du XXe siècle. Il est le symbole de la commune. Après la destruction du clocher par les Allemands pendant la guerre[Laquelle ?], il a été décidé à la Libération de reconstruire le bâtiment. La première pierre de l'église Saint-Melaine est posée le 6 novembre 1949. Les travaux sont dirigés par l'abbé Alphonse Thommerot lui-même, sur les derniers plans de l'architecte Guy Caubert de Cléry. Une grande partie de la population de la paroisse s'est mobilisée pour participer aux travaux de construction de la nouvelle église, qui se termine en 1956. La particularité de l'église de Rieux est de concilier le meilleur de la bâtisse ancienne avec une nouvelle réalisation de style roman breton. L'église est longue de 45 m, et large de 16 m. Elle dresse sa voûte à 9,5 m de hauteur. Les murs sont de moellons apparents et irréguliers, contrastant avec la voûte de pierres roses, à nervures de briques rose foncé. Les arcades et les embrasures des ouvertures sont de granite blanc, tandis que les colonnes monolithiques sont de granit bleuté. Les vitraux modernes, en dalle éclatée, ajoutent à l'atmosphère recueillie du temple par leurs teintes chatoyantes. Le maître-autel est en granit blanc, tandis que la table d'autel, le gradin et le tabernacle, avec son crucifix, sont de granit rose poli. Une grande grille en fer forgé entoure l'autel. Dans le transept, deux autels sont dédiés respectivement au Sacré-Cœur au nord et à  saint Vianney au midi. Au bas de la nef, il reste deux autels de l'ancienne église, les autels de Notre-Dame-du-Rosaire et de sainte Anne, patronne de la Bretagne. L'un et l'autre ont un retable orné de copies de toiles de maîtres italiens, réalisées en 1644, et restaurées en 2007.
- le château féodal ou château de Rieux (IXe siècle), édifié sur un éperon rocheux, le site est classé depuis 1971.
- la chapelle Saint-Sébastien de Tréfin (1475-1520). Les portes sont à voussures en tiers-point et les fenêtres du chevet à réseau flamboyant. Dans le chœur, une statue de  saint Sébastien troué de flèches date du XVe siècle. La chapelle n'est pas ouverte aux visites. Elle est toutefois accessible lors de deux événements : la messe annuelle dédiée à saint Sébastien tous les 20 janvier, et lors de la messe du « jour des Rogations ». La tradition locale veut aussi que la cloche de la chapelle sonne vingt coups lors d'un décès de l'un des membres de la « Frairie de Tréfin » (groupement des habitants du voisinage).
- le château de La Boucelaye ou Bousselaie (XVIIIe siècle), reconstruit au XVIIIe siècle afin de remplacer un manoir du XIVe siècle.
- le couvent (XIIIe siècle), fondé non loin du château par Jean Ier en 1345. Ce couvent comprenait jadis le logement des moines, un cloître, une chapelle et des dépendances. Les moines sont chassés durant la Révolution ;
- l'ancien presbytère (XVe – XVIe siècle) ;

- la croix du Perron (XVIe siècle) ;

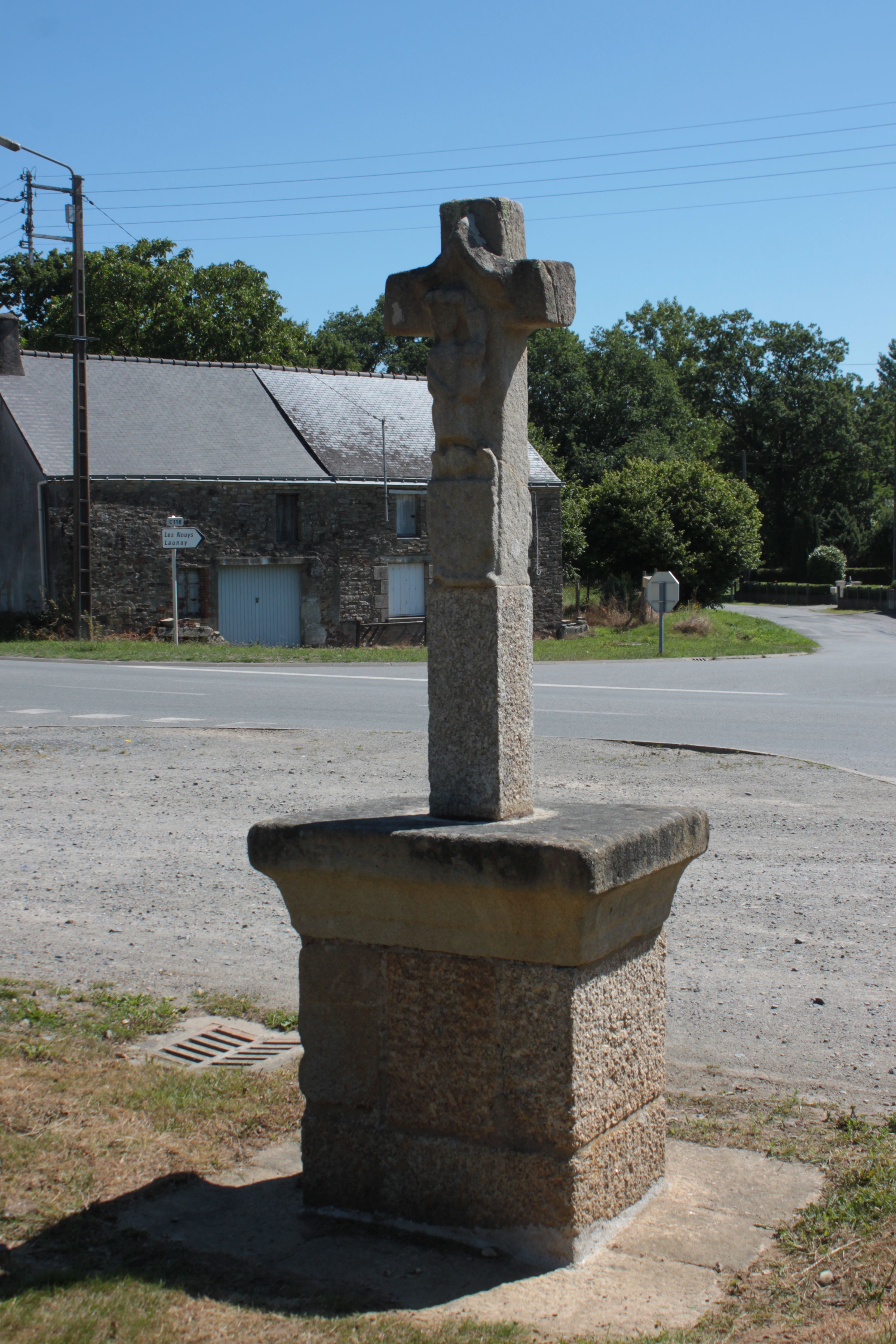
Croix du Val

- la croix du Val (XVIe siècle). La chapelle du Val a été rasée en 1950. Sur le fût sont gravées les armes des seigneurs de La Boucelaye ;
- l'ancien prieuré Saint-Melaine (XVIe siècle) ;
- la fontaine Saint-Melaine (XVIIIe siècle) ;
- la maison Courberie (XVIIIe siècle), édifié par Péniguel de la Chataigneraye qui est le premier maire de Rieux en février 1790 et maire de Vannes en 1794 ;
- la minoterie de La Boucelaye (1872), édifiée par les religieux tertiaires de Saint François d'Assise ;
- une borne milliaire, située le long de l'ancienne voie romaine allant de Nantes à Vannes ;
- ancienne voie romaine à Kermaria, classée depuis 1971.

La commune possède aussi de nombreuses fontaines, puits, croix et lavoirs.

### Héraldique
| Blason de Rieux | Blason  | D’azur à dix besants d’or ordonnés 4, 3, 2, et 1. Devise"A tout heurt Rieux, tout en un". |
| Blason de Rieux | Détails | Le statut officiel du blason reste à déterminer.                                          |

## Manifestations
Les principaux événements de Rieux : 
- Site international de pêche : La commune de Rieux possède un petit port de plaisance sur la Vilaine. Il s'y déroule un championnat international de pêche au coup.  Le site international de Tranhaleux est connu pour sa richesse en poisson banc, carnassiers et les espèces migratrices. Le site a accueilli le 27 et 28 juillet 2013 le championnat du monde jeunes de pêche au coup et le championnat de france jeunes de pêche au coup le 6 et 7 juillet 2013.

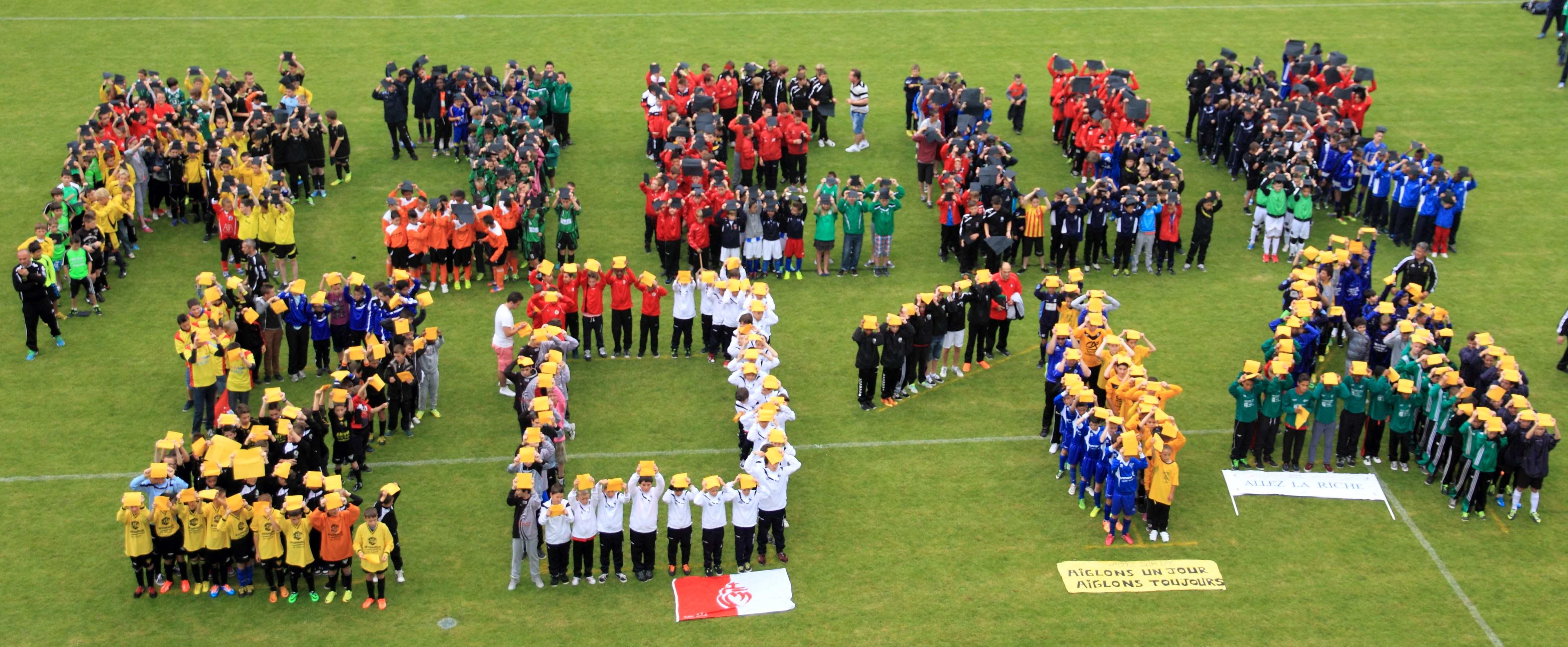
Tournoi de football U11 et U13 2014.

- Tournoi international de football U11 et U13 : Tous les ans depuis 1999, l'Union Sportive de la Saint Melaine de football organise son tournoi de football situé en Bretagne: Duretie Cup. L'édition 2014 a accueilli 800 jeunes footballeurs âgés de 10 à 12 ans, respectivement les catégories U11 et U13, 2 000 spectateurs pour 300 bénévoles. Les équipes viennent de 18 départements différents[37].

## Personnalités liées à la commune

### La famille des Rieux
- Jean II de Rieux : il participe aux traités de Guérande et d'Aucfer.
- Pierre de Rieux : il combat auprès de Jeanne d'Arc et libère Dieppe des Anglais.
- Jean IV de Rieux : tuteur d'Anne de Bretagne et organisateur de son mariage avec le roi de France Charles VII.
- Renée de Rieux: elle est la dernière de la branche ainée des Rieux.

### Autres
- Alphonse Thommerot (1898-1972), prêtre catholique, qui a fait reconstruire l'église de la commune dans les années 1950.

## Sources
- Georges Le Cler, Rieux, un demi-siècle de mutation, 1994
- Henri Le Breton, Le Pays de Rieux, 1957

Bibliographie et études sur la commune de Rieux
L'histoire de la commune de Rieux dans le Morbihan est bien connue grâce aux recherches de l'historien Henri Le Breton, chanoine honoraire de Vannes, auteur d'un ouvrage intitulé  Le Pays de Rieux, Deux mille ans d'Histoire (Imprimeries réunies, Rennes, 1957). Son ouvrage retrace la vie de la paroisse de l'époque gallo-romaine à la fin des années 1950. Ce travail a été constitué grâce aux archives paroissiales et communales, aux différents registres paroissiaux, et aux archives diocésaines et départementales du Morbihan. L'histoire religieuse de la paroisse y est particulièrement analysée. L'œuvre de Henri Le Breton avait été dans les années 1960-1970 un « best seller » éditorial, très diffusé en Bretagne, contribuant fortement à faire connaître le passé de la paroisse.
À la demande de la municipalité, une suite de ses travaux a été proposée en 1994 par Georges Le Cler, journaliste, avec pour titre Rieux, Un demi-siècle de mutations (Éditions communales, Allaire), qui évoque la période 1945-1994. Très inspiré par les modèles de la méthodologie historique des années 1970 en matière d'étude régionale, l'auteur privilégie surtout la double démarche économique et sociale, mais aussi l'enquête sociologique, dans la rédaction de son histoire du « temps présent » de la commune, avec l'utilisation de témoignages oraux. Cette œuvre « de commande » municipale insiste en particulier sur les innovations en matière d'équipement qui ont marqué les habitants au cours de cette dernière période, avec de nombreuses indications quantitatives.
En 2007, le Groupement Culturel Breton du Pays de Vilaine a publié un album intitulé Le Recueil de Rieux, album photographique dans la collection « Petit patrimoine rural », cofinancé par l'Union européenne, dans le cadre du programme LEADER +. Il reprend les iconographies et les photographies de tous les lieux touristiques de la commune.
En 2017, le roman Les Frontières liquides, de Jérôme Nédélec, situe la «bataille de Questembert», mettant aux prises Vikings et Bretons à la fin du IXe siècle, à Rieux plutôt qu'à Questembert. Le site du château de Rieux, à proximité du gué de la voie romaine sur la Vilaine, était en effet particulièrement stratégique.